# ألان وونغ
ألان وونغ (بالإنجليزية: Alan Wong)‏ هو طاهي أمريكي، ولد في القرن العشرين.